# United States Army Aviation Museum
United States Army Aviation Museum (česky ~ Muzeum letectví Armády Spojených států amerických) je letecké muzeum nacházející se ve Fort Rucker, nedaleko Daleville v Alabamě. Nachází se v něm celosvětově nejrozsáhlejší kolekce vrtulníků. Muzeum veřejnosti zpřístupňuje okolo 50 letadel a množství artefaktů z historie letectví, sahajících od repliky vojenského dvouplošníku Model B bratří Wrightů po AH-64 Apache z operace Pouštní bouře. Ve sbírkách muzea se celkem nachází přes 160 letadel, a depozitáře obsahují celkem 3000 historických exponátů.

## Sbírka

### Vystavené exponáty
- Wright Model B (replika)

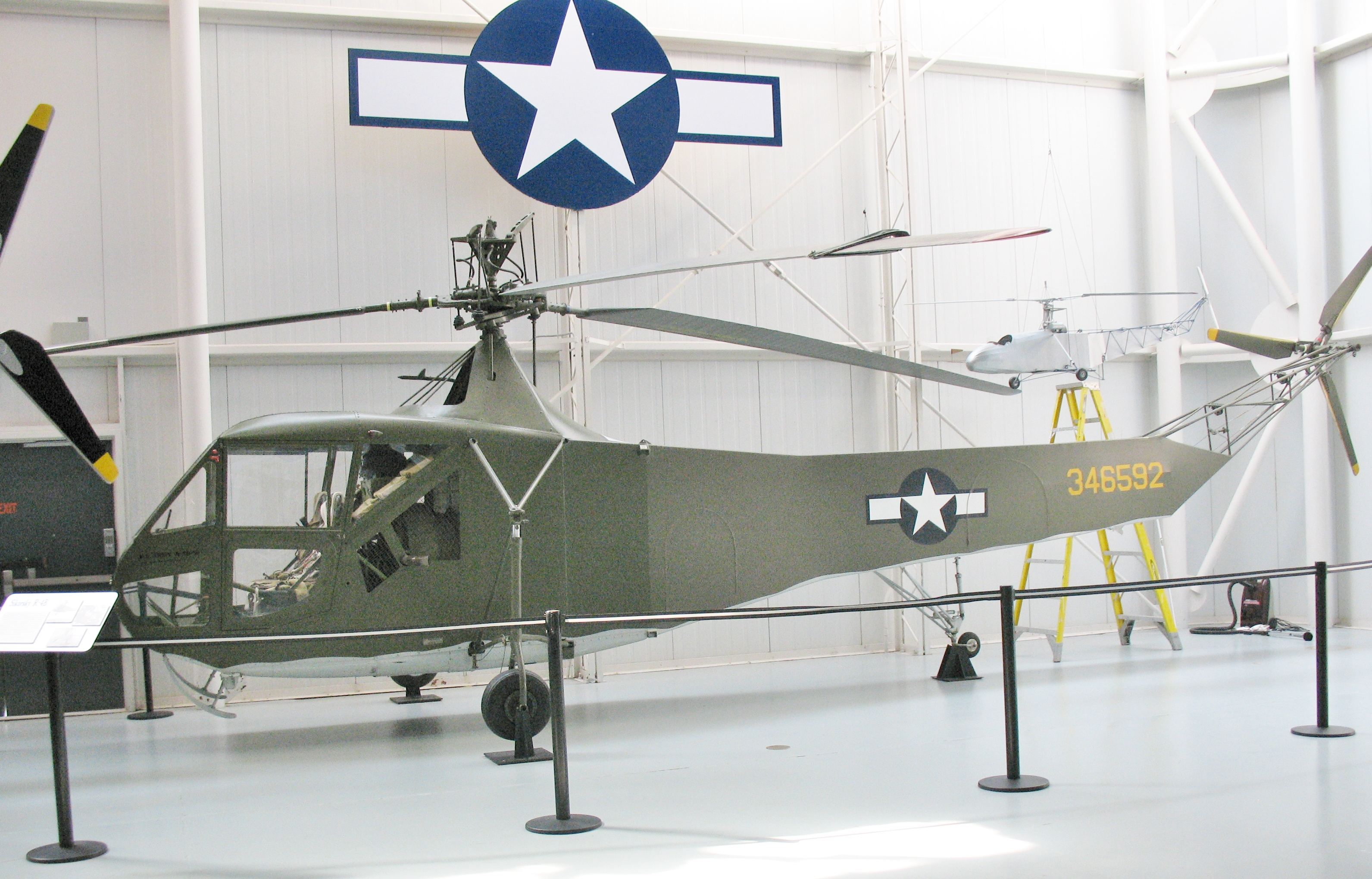
Sikorsky R-4B

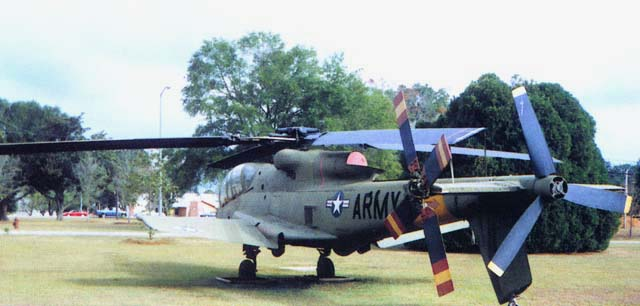
AH-56A Cheyenne

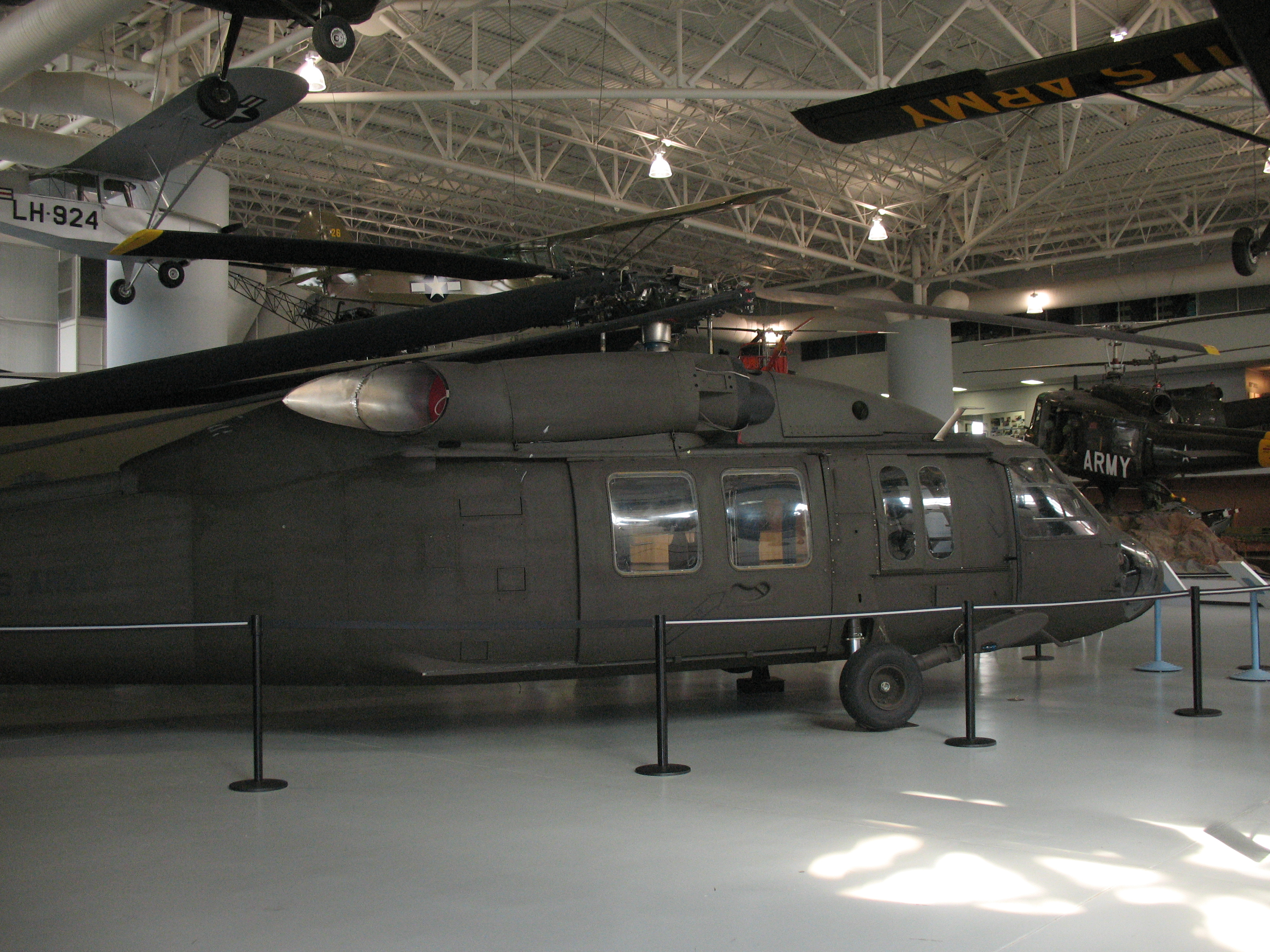
UH-60 Blackhawk

- Hughes AH-64 Apache z operace Pouštní bouře
- Bell AH-1G a AH-1S Cobra
- Sikorsky H-19D Chickasaw
- Piasecki CH-21C Shawnee
- Sikorsky CH-37B Mojave
- Boeing-Vertol CH-47A Chinook
- Sikorsky CH-54A Tarhe
- H-23A Raven
- H-25A Army Mule
- OH-13C a OH-13E Sioux
- OH-23B Raven
- OH-58D Kiowa
- OH-6A Cayuse × 2
- R-4B Hoverfly I
- R-5 Dragonfly × 2
- Sikorsky R-6A Hoverfly II
- TH-13T Sioux
- TH-55A Osage
- HU-1B Iroquois (Huey) × 2
- UH-1H Iroquois
- YUH-1D/H Iroquois
- VH-34A (ex-Army One)
- AH-56A Cheyenne
- YAH-64A Apache
- YUH-60 Black Hawk
- Nieuport 28C-1
- Royal Aircraft Factory BE-2C
- Sopwith F.1 Camel (replika)
- Piper J-3 Cub
- Curtiss JN-4D Jenny
- Aeronca L-16A Champ
- Cessna L-19A Bird dog
- Taylorcraft L-2A Grasshopper
- Piper L-4B Cub
- Grumman OV-1B Mohawk
- Curtiss SE-5A
- de Havilland Canada U-1A Otter
- de Havilland Canada YC-7A Caribou
- de Havilland Canada YU-6A Beaver

### Další významné exempláře
- Sikorsky S-72 Rotor Systems Research Aircraft (RSRA)
- McDonnell XV-1 Convertiplane
- Ryan XV-5B Vertifan
- Hawker XV-6A Kestrel
- Ryan VZ-3RY Vertiplane
- YH-41A Seneca
- Curtiss-Wright VZ-7

Zdroje: stránky US Army Aviation Museum